# 岳光溪
岳光溪（1945年10月30日—），北京人，洁净煤技术专家，中国工程院院士，现任清华大学研究员。

## 履历[1]
- 1970年，毕业于清华大学动力农机系。
- 1985年后，从事洁净煤技术研究。
- 2009年，当选中国工程院院士。